# Antti Niemi (Fußballspieler)
Antti Mikko Niemi (* 31. Mai 1972 in Oulu) ist ein ehemaliger finnischer Fußballtorhüter, der zuletzt beim FC Portsmouth unter Vertrag stand, dort allerdings nicht zum Einsatz kam.

## Karriere
Die erste Profistation des Torwarts war HJK Helsinki. Er wurde bei HJK 1990 in die erste Mannschaft geholt. Im Januar 1996 ging es weiter zum FC Kopenhagen nach Dänemark. Im Juni 1997 wechselte er das erste Mal auf die Britische Insel zu den Glasgow Rangers. 1999 ging es weiter zu Heart of Midlothian. 2002 wechselte Niemi in den Süden zum FC Southampton. Von Januar 2006 an hütete Niemi das Tor des FC Fulham. 
Niemi spielte 67-mal im finnischen Fußballnationalteam. 2004 wurde er zum Fußballer des Jahres in Finnland ernannt. Im September 2008 beendete er aufgrund einer Handverletzung seine Karriere. Zusammen mit Satu Kunnas, der langjährigen Torfrau der finnischen Frauen-Nationalmannschaft, wurde Niemi als Botschafter der Europameisterschaft 2009 in Finnland ernannt.

## Erfolge
- Finnischer Meister mit HJK Helsinki: 1992
- Dänischer Pokalsieger mit FC Kopenhagen: 1997
- Schottischer Meister mit den Glasgow Rangers: 1999
- Schottischer Pokalsieger mit den Glasgow Rangers: 1999
- Schottischer Ligapokalsieger mit den Glasgow Rangers: 1999
- Fußballer des Jahres in Finnland: 2004